# Farlig ungdom
Farlig ungdom är en dansk kriminalfilm från 1953 i regi av Lau Lauritzen jr.

## Utmärkelser
Filmen vann Bodilpriset för bästa danska film 1954.

## Rollista i urval
- Ib Mossin - Egon Madsen
- Birgitte Price - Alice
- Ole Wisborg - Alfred
- Anker Taasti - Leif
- Thomas Rasch - Johnny Høyer
- Ib Freuchen - Dr. Høyer
- Irwin Hasselmann - fru Agnes Høyes
- Karl Stegger - slaktaren
- Carl Heger - sjömannen